# Coelogyne contractipetala
Coelogyne contractipetala är en orkidéart som beskrevs av Johannes Jacobus Smith.
Coelogyne contractipetala ingår i släktet Coelogyne och familjen orkidéer. Inga underarter finns listade i Catalogue of Life.